# Jack Kelly (canottiere 1927)
John Brendan Kelly jr., anche noto come Kell Kelly, detto Jack (Filadelfia, 24 maggio 1927 – Filadelfia, 2 marzo 1985), è stato un canottiere e imprenditore statunitense.
Era figlio di  Margaret Katherine Maier e del canottiere Jack Kelly e fratello dell'attrice e Principessa di Monaco Grace Kelly.

## Palmarès

### Olimpiadi
- 1 medaglia:
  - 1 bronzo (Melbourne 1956 nel singolo)

### Giochi panamericani
- 2 medaglie:
  - 2 ori (Città del Messico 1955 nel singolo; Chicago 1959 nel doppio)

### Europei
- 2 medaglie:
  - 1 oro (Amsterdam 1949 nel singolo)
  - 1 argento (Poznań 1958 nell'otto)